# Acacia chinchillensis
Acacia chinchillensis é uma espécie de leguminosa do gênero Acacia, pertencente à família Fabaceae.